# 鈴木俊夫 (歯科医師)
鈴木 俊夫（すずき としお、1948年 - ）は、日本の歯科医。

## 人物
- 口唇口蓋裂の療育指導や患者会の支援。
- NPO団体日本口唇口蓋裂協会の設立。
- また、世界口唇口蓋裂協会の設立に向けて活動。
- 映画『和子旅立ち』を作成し、海外でも上映会を開催。
- 1982年、歯列矯正治療を保険適応に。
- 口腔ケアの啓発

1991年から、啓発を続け、一般社団法人日本口腔ケア学会と株式会社日本口腔ケア協会を設立。
- 歯科往診治療の先駆けとして、1977年ごろから地元を中心に診療活動。歯科訪問診療と口腔ケアの推進。